# Châu Đức (huyện)
Châu Đức là một huyện cũ thuộc tỉnh Bà Rịa – Vũng Tàu, Việt Nam.

## Địa lý
Huyện Châu Đức nằm ở phía bắc của tỉnh Bà Rịa – Vũng Tàu, có vị trí địa lý:
- Phía đông giáp huyện Xuyên Mộc
- Phía tây giáp thành phố Phú Mỹ và huyện Long Thành, tỉnh Đồng Nai
- Phía nam giáp thành phố Bà Rịa và huyện Long Đất
- Phía bắc giáp huyện Cẩm Mỹ, tỉnh Đồng Nai.

Tổng diện tích đất tự nhiên là 42.104 ha với trên 150 ngàn dân, trong đó khoảng 71 ngàn người trong độ tuổi lao động, mật độ dân số 325,4 người/km².

## Hành chính
Huyện Châu Đức có 16 đơn vị hành chính cấp xã, bao gồm 2 thị trấn Ngãi Giao (huyện lỵ), Kim Long và 14 xã: Bàu Chinh, Bình Ba, Bình Giã, Bình Trung, Cù Bị, Đá Bạc, Láng Lớn, Nghĩa Thành, Quảng Thành, Sơn Bình, Suối Nghệ, Suối Rao, Xà Bang, Xuân Sơn.
| HUYỆN CHÂU ĐỨC |             |           |        |        |
| ĐVHC           | Tên         | Diện tích | Dân số | Mật độ |
| THỊ TRẤN       | Ngãi Giao   | 13,96     | 15.066 | 1.079  |
| THỊ TRẤN       | Kim Long    | 22,12     | 15.112 | 750    |
| XÃ             | Bàu Chinh   | 19,84     | 6.529  | 329    |
| XÃ             | Bình Ba     | 31,16     | 7.854  | 252    |
| XÃ             | Bình Giã    | 18,93     | 9.782  | 517    |
| XÃ             | Bình Trung  | 16,62     | 5.468  | 329    |
| XÃ             | Cù Bị       | 46,71     | 8.642  | 185    |
| XÃ             | Đá Bạc      | 43,65     | 5.736  | 131    |
| XÃ             | Láng Lớn    | 20,89     | 5.028  | 241    |
| XÃ             | Nghĩa Thành | 22,12     | 12.350 | 558    |
| XÃ             | Quảng Thành | 30,88     | 9.227  | 299    |
| XÃ             | Sơn Bình    | 22,89     | 8.033  | 351    |
| XÃ             | Suối Nghệ   | 24,42     | 11.894 | 487    |
| XÃ             | Suối Rao    | 33,88     | 2.378  | 70     |
| XÃ             | Xà Bang     | 37,85     | 12.325 | 326    |
| XÃ             | Xuân Sơn    | 17,11     | 9.117  | 533    |

## Lịch sử
Dưới thời Việt Nam Cộng hòa, địa bàn huyện Châu Đức hiện nay thuộc quận Đức Thạnh, tỉnh Phước Tuy.
Sau năm 1975, chính quyền sáp nhập quận Đức Thạnh với quận Long Lễ thành huyện Châu Thành, tỉnh Đồng Nai.
Ngày 12 tháng 8 năm 1991, huyện Châu Thành thuộc tỉnh Bà Rịa – Vũng Tàu mới thành lập.
Ngày 2 tháng 6 năm 1994, Chính phủ ban hành Nghị định 45-CP. Theo đó:
- Thành lập huyện Châu Đức trên cơ sở 8 xã: Ngãi Giao, Nghĩa Thành, Bình Ba, Suối Nghệ, Xuân Sơn, Bình Giã, Kim Long, Xà Bang và Láng Lớn; các khu kinh tế mới Suối Rao, Đá Bạc; ấp Sông Cầu, xã Hòa Long và ấp Phước Trung, xã Long Phước (huyện Châu Thành cũ)
- Chuyển xã Ngãi Giao thành thị trấn Ngãi Giao (thị trấn huyện lỵ huyện Châu Đức)
- Chia xã Kim Long thành 2 xã: Kim Long và Quảng Thành
- Thành lập xã Suối Rao trên cơ sở khu kinh tế mới Suối Rao
- Thành lập xã Đá Bạc trên cơ sở khu kinh tế mới Đá Bạc và ấp Phước Trung (xã Long Phước).

Khi mới thành lập, huyện Châu Đức có 12 đơn vị hành chính trực thuộc, bao gồm thị trấn Ngãi Giao và 11 xã: Bình Ba, Bình Giã, Đá Bạc, Kim Long, Láng Lớn, Nghĩa Thành, Quảng Thành, Suối Nghệ, Suối Rao, Xà Bang, Xuân Sơn.
Ngày 23 tháng 7 năm 1999, Chính phủ ban hành Nghị định số 57/1999/NĐ-CP. Theo đó:
- Thành lập xã Sơn Bình trên cơ sở một phần diện tích và dân số của xã Xuân Sơn
- Thành lập xã Bình Trung trên cơ sở một phần diện tích và dân số của xã Bình Giã.

Ngày 22 tháng 10 năm 2002, thành lập xã Cù Bị trên cơ sở một phần diện tích và dân số của xã Láng Lớn.
Ngày 24 tháng 12 năm 2004, thành lập xã Bàu Chinh trên cơ sở một phần diện tích và dân số của thị trấn Ngãi Giao, một phần diện tích và dân số của xã Kim Long.
Ngày 24 tháng 10 năm 2024, Ủy ban Thường vụ Quốc hội ban hành Nghị quyết số 1256/NQ-UBTVQH15 về việc sắp xếp đơn vị hành chính cấp huyện, cấp xã của tỉnh Bà Rịa – Vũng Tàu giai đoạn 2023–2025 (nghị quyết có hiệu lực từ ngày 1 tháng 1 năm 2025). Theo đó, thành lập thị trấn Kim Long trên cơ sở toàn bộ xã Kim Long.
Huyện Châu Đức có 2 thị trấn và 14 xã như hiện nay.

## Du lịch
Trên địa bàn huyện có các địa điểm du lịch nổi bật như:
- Tượng đài chiến thắng Bình Giã (thị trấn Ngãi Giao)[9]
- Địa đạo Kim Long (thị trấn Kim Long)[10]
- Khu căn cứ Bàu Sen (xã Xà Bang)[11]
- Thác Xuân Sơn (xã Sơn Bình).[12]

## Hình ảnh

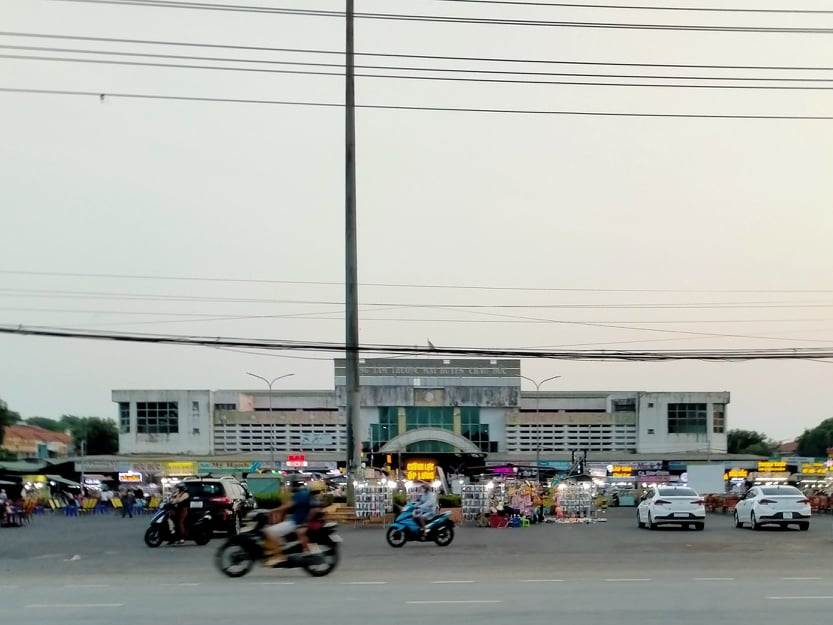
Chợ Ngãi Giao
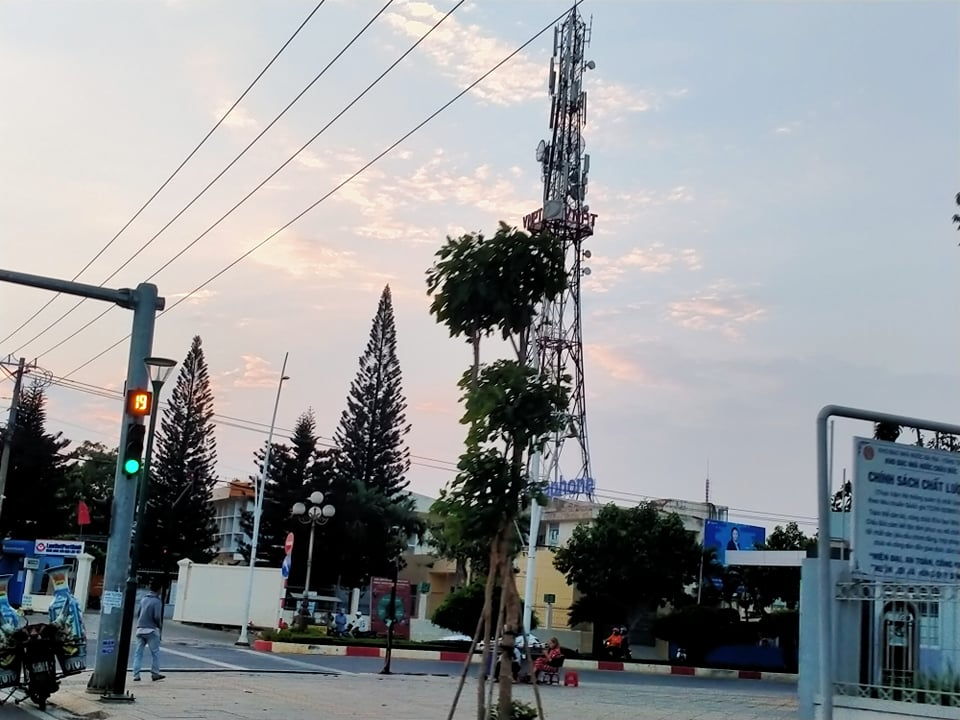
Bưu điện huyện Châu Đức
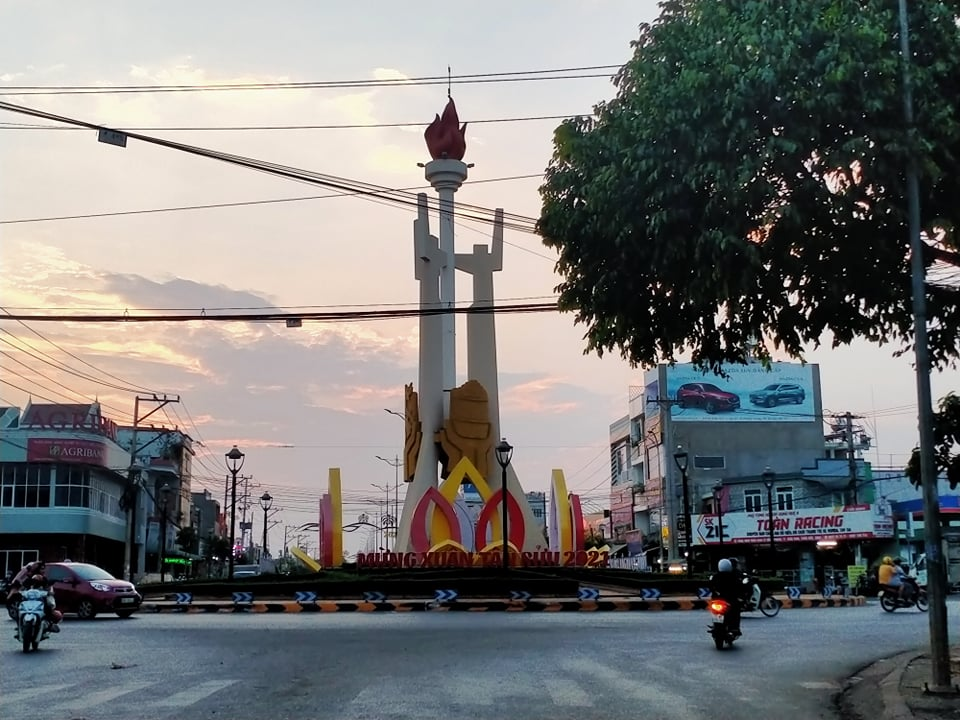
Vòng xoay Ngãi Giao